# Karlheinz Merkel

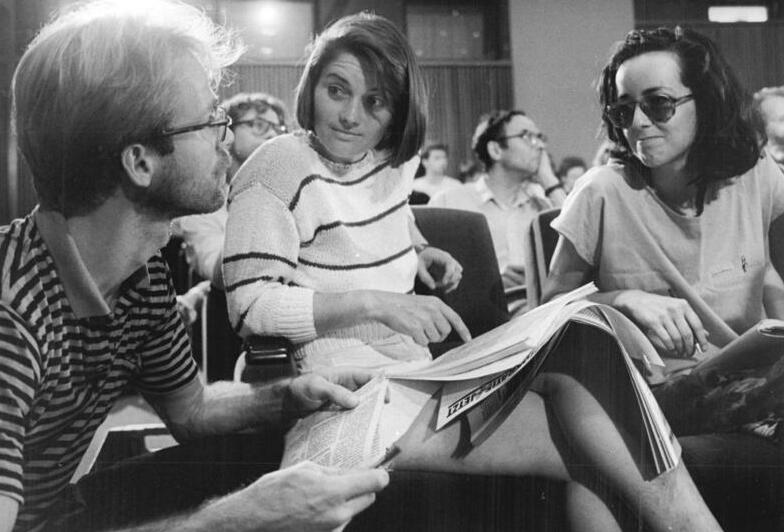
Schritte zur Bildung eines breiten Wahlbündnisses der aus den 89er Herbstereignissen hervorgegangenen Bürgerbewegung berieten Vertreter von DJ, NF, IFM, die Grünen, VL, UFV und anderen Gruppierungen im Zeiss-Großplanetarium. Hier im Gespräch Rechtsanwalt Karlheinz Merkel, Berater des Bündnis 90, Beate Harembski (DJ) und Beate Seel von der „TAZ“-Redaktion.

Karlheinz Merkel (* 13. Oktober 1955 in Hof (Saale); † 24. Mai 2020 ebenda) war ein deutscher Rechtsanwalt.

## Werdegang
Merkel studierte Philosophie, Soziologie und Rechtswissenschaften an der Freien Universität Berlin. Von 1984 bis 1986 absolvierte er sein Referendariat in Berlin und San Francisco.
Seit 1986 arbeitet er als Rechtsanwalt, zunächst in Berlin, seit 1995 in Hof. In seiner Berliner Zeit war er als Berater des Bündnis 90 tätig. Er hat für die Bürgerrechtsgruppen "Demokratie Jetzt" und "Initiative Frieden und Menschenrechte" Klage zum Bundesverfassungsgericht erhoben gegen die unveränderte Anwendung der 5%-Sperrklausel zur ersten gesamtdeutschen Bundestagswahl am 2. Dezember 1990. Das Bundesverfassungsgericht hat im September 1990, die Anwendung der 5% Sperrklausel auf das Gebiet der ehemaligen DDR bei den ersten gesamtdeutschen Wahlen für unzulässig erklärt; einmalig in der bisherigen Geschichte der Bundestagswahlen. Die Grünen (West) sind an der 5% Sperrklausel, die im Westen unverändert weiter galt, gescheitert. Die Bürgerrechtler aus dem Osten (Bündnis 90/Grüne) kamen mit einem Gesamtergebnis von 1,2 % und 8 Abgeordneten unter Führung von Wolfgang Ullmann in den ersten gesamtdeutschen Bundestag.
1991 und 1992 gehörte Merkel zum Verfassungsausschuss des Landes Brandenburg, der die Brandenburgische Landesverfassung erarbeitete, die am 21. August 1992 in Kraft trat. 1996 schloss er seine Promotion mit dem Titel: „Die verfassungsgebende Gewalt des Volkes (Grundlagen und Dogmatik des Art. 146 GG)“ ab.
Er war Mitglied bei International Law Firms mit Rechtsanwälten in Afrika, Amerika, Asien und Europa.
Merkel war Aufsichtsratsvorsitzender der Baugenossenschaft Hof.
Merkel war verheiratet und Vater eines  Sohnes. Er lebte und arbeitete in Hof an der Saale.